# 美食獵人 & ONE PIECE & 七龍珠Z 超夢幻合作特別篇！！
《美食獵人 & ONE PIECE & 七龍珠Z 超夢幻合作特別篇！！》，是2013年4月7日於富士電視台播放的動畫作品。
本作是《美食獵人》、《航海王》、《七龍珠Z》三部作品的合作特別篇。於《美食獵人》第99話、《航海王》第590話播出。

## 故事大綱
前篇《最強軍團前進！特瑞科＆魯夫＆悟空》
國際美食機構IGO主辦了一場「天下第一大食會」，優勝者可以吃到傳說中的美食克拉多汁牛肉。這場比賽吸引了美食四天王、草帽海賊團以及孫悟空一行人都來競爭。這場沒有規則的生存競賽，率先到達競技場的人就能獲得優勝，最後衝刺到達終點的是特瑞科、魯夫、悟空三位主角。為了選出最後優勝者，只好讓這三位主角競技場上展開對決。
後篇《史上最強聯手VS海之大胃王》
特瑞科、魯夫、悟空三位主角在天下第一大食會打成平手，也一起享用了美味的克拉多汁牛肉。可是IGO召集這麼多高手的真正目的，是為了捕捉海中的怪物赤身魚。這種怪物會吸收其他生物的能量、不斷進化。騙人布和悟飯不小心中了赤身魚的毒，必須在三十分鐘之內抓到牠，用牠的肉做成解毒料理才行，於是三位主角同心協力去捕捉牠。

## 登場角色
| 《美食獵人》 | 《美食獵人》 | 《美食獵人》 | 《ONE PIECE》 | 《ONE PIECE》 | 《ONE PIECE》 | 《七龍珠Z》 | 《七龍珠Z》 | 《七龍珠Z》 |
| 角色         | 日本配音     | 台灣配音     | 角色          | 日本配音      | 台灣配音      | 角色        | 日本配音    | 台灣配音    |
| ------------ | ------------ | ------------ | ------------- | ------------- | ------------- | ----------- | ----------- | ----------- |
| 特瑞科       | 置鮎龍太郎   | 符爽         | 魯夫          | 田中真弓      | 詹雅菁        | 孫悟空      | 野澤雅子    | 于正昇      |
| 小松         | 朴璐美       | 劉如蘋       |               | 岡村明美      | 許淑嬪        | 孫悟飯      | 野澤雅子    | 林沛苓      |
| 庫克         | 櫻井孝宏     | 于正昇       | 索隆          | 中井和哉      | 宋克軍        | 孫悟天      | 野澤雅子    | 許淑嬪      |
| 薩尼         | 岩田光央     | 黃天佑       | 騙人布        | 山口勝平      | 符爽          | 龜仙人      | 佐藤正治    | 孫中台      |
| 賽普拉       | 松田賢二     | 黃天佑       | 香吉士        | 平田廣明      | 孫中台        | 布瑪        | 鶴弘美      | 劉如蘋      |
| 玲           | 田野麻美     | 劉如蘋       | 喬巴          | 大谷育江      | 詹雅菁        | 克林        | 田中真弓    | 劉如蘋      |
| 蒂娜         | 水樹奈奈     | 林沛苓       | 羅賓          | 山口由里子    | 許淑嬪        | 貝吉塔      | 堀川亮      | 于正昇      |
| 庫波         | 菊池心       | 劉如蘋       | 佛朗基        | 矢尾一樹      | 符爽          | 比克        | 古川登志夫  | 符爽        |
| 節乃         | 雨蘭咲木子   | 林沛苓       | 布魯克        | 長            | 宋克軍        | 特南克斯    | 草尾毅      | 林沛苓      |
| 曼沙姆       | 小杉十郎太   | 宋克軍       | 旁白          | 大場真人      | 孫中台        | 撒旦        | 石塚運昇    | 于正昇      |
| 不適用       | 不適用       | 不適用       | 不適用        | 不適用        | 不適用        | 18號        | 伊藤美紀    | 林沛苓      |
| 不適用       | 不適用       | 不適用       | 不適用        | 不適用        | 不適用        | 琪琪        | 渡邊菜生子  | 林沛苓      |
| 不適用       | 不適用       | 不適用       | 不適用        | 不適用        | 不適用        | 界王        | 八奈見乘兒  | 孫中台      |
| 不適用       | 不適用       | 不適用       | 不適用        | 不適用        | 不適用        | 維黛兒      | 柿沼紫乃    | 不適用      |
| 不適用       | 不適用       | 不適用       | 不適用        | 不適用        | 不適用        | 實況轉播    | 西脇保      | 黃天佑      |

## 製作人員
- 原作 - 島袋光年、尾田榮一郎、鳥山明
- 企画 - 高瀬淳也（フジテレビ）、渡辺和哉（読売広告社）、清水慎治（東映アニメーション）
- プロデューサー - 情野誠人（フジテレビ）、髙木明梨須（フジテレビ）、佐川直子（読売広告社）、鷲尾天、櫻田博之、長谷川昌也、ギャルマト・ボクダン（東映アニメーション）
- シリーズ構成 - 村山功、上坂浩彦
- 音楽 - 水谷広実、田中公平、浜口史郎、住友紀人
- 製作担当 - 黒木耕次郎
- 美術デザイン、美術監督 - 今野慎一
- 美術設定 - 金城沙綾
- 色彩設定 - 沢田豊二、豊永真一、堀田哲平
- グルメモンスターデザイン - 島貫正弘
- キャラクターデザイン - 香川久、久田和也、山室直儀
- シリーズディレクター - 座古明史、宮元宏彰
- 脚本 - 村山功
- 原画 - 志田直俊、島貫正弘、香川久、久田和也 他
- 動画、デジタル彩色 - Toei phils.、エー・ライン、かぐら
- 色指定 - 豊永真一、堀田雅一
- デジタル特殊効果 - 下川信裕
- 背景 - 美峰
- デジタル撮影 - バハンエンターテイメント、シアン
- 編集 - 西村英一
- 録音 - 伊東光晴
- 録音助手 - 新垣未希
- 効果 - 今野康之
- 効果助手 - 前田大夢
- 選曲 - 佐藤恭野
- 記録 - 橋口舞子
- 録音スタジオ - タバック
- オンライン編集 - 東映デジタルラボ
- 演出助手 - 小山保徳、森大貴
- 製作進行 - 古久保悠、堀越圭文
- 美術進行 - 澤田真央起
- 仕上進行 - 黒田進
- 演技事務 - 小浜匠
- 広報 - 熊谷知子（フジテレビ）
- 総作画監督 - 香川久、久田和也、井出武生
- 作画監督 - 薮本陽輔、横山健次
- 絵コンテ - 中島豊、志田直俊
- 演出 - 中島豊
- 制作協力 - 東映
- 制作 - 富士電視台、讀賣廣告社、東映動畫

## 主題曲
- 片頭曲「豪食マイウェイ!!」（美食獵人）

作詞 - 山田弘 / 作曲・編曲 - 櫻井真一 / 主唱 - 串田晃
- 片尾曲「ウィーゴー!」（ONE PIECE）

作詞 - 藤林聖子 / 作曲 - 田中公平 / 編曲 - 根岸貴幸 / 主唱 - 北谷洋

## 相關項目
- 美食獵人
- ONE PIECE
- 七龍珠Z